# Evangelische Kirche Feuerbach

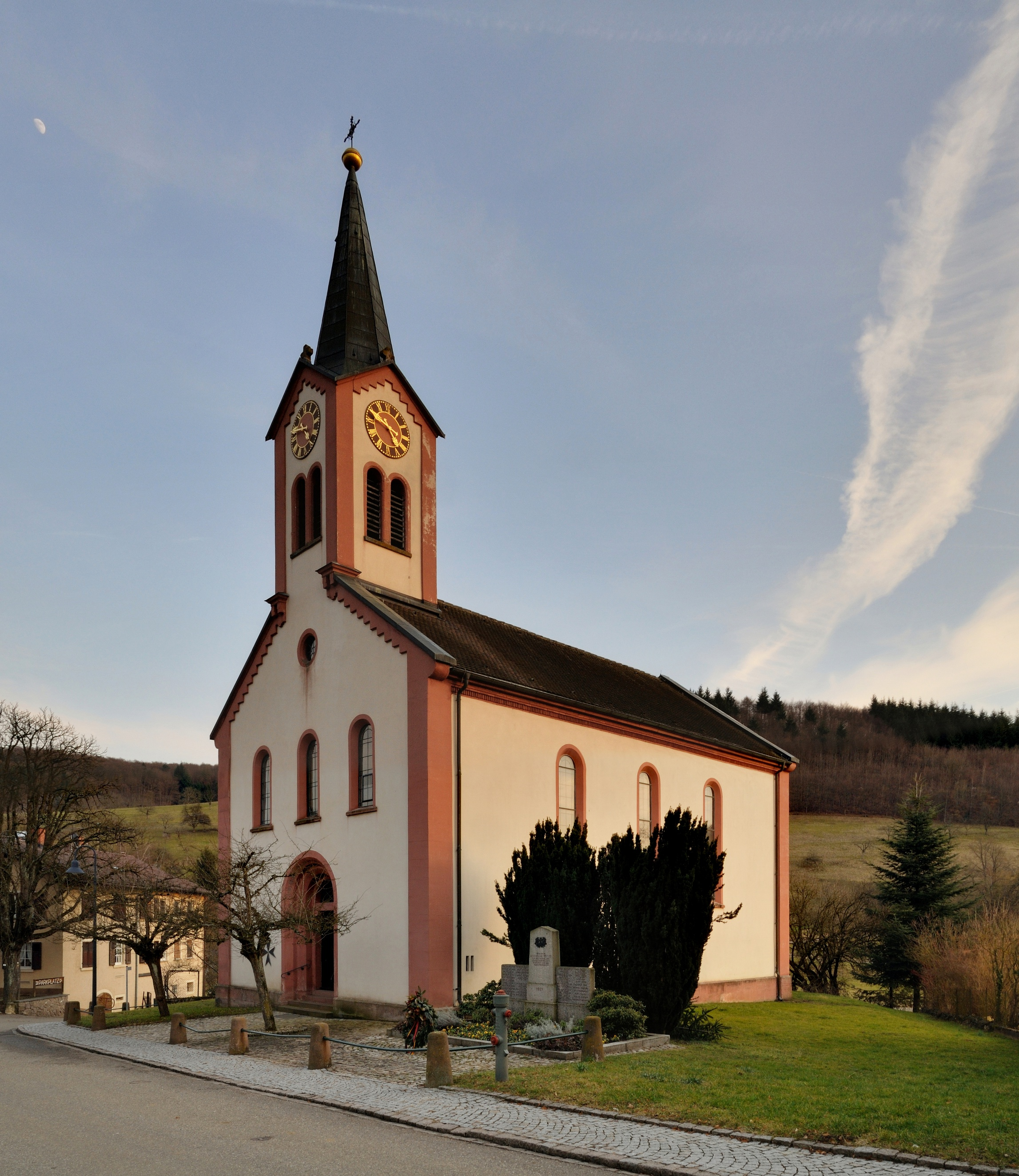
Die Evangelische Kirche Feuerbach

Die Evangelische Kirche Feuerbach ist eine evangelische Pfarrkirche im gleichnamigen Stadtteil des südbadischen Kandern. Die erste Kirche in Feuerbach geht auf das 13. Jahrhundert zurück. Das heutige Gotteshaus wurde in den 1840er Jahren neu errichtet und in den 1960er Jahren der Name Johanniterkirche gegeben. Das älteste Inventar ist die denkmalgeschützte Orgel aus dem Jahr 1757.

## Geschichte

### Vorgeschichte
Die erste erdkundliche Erwähnung der Kirche in Feuerbach erfolgte im Zehntbuch Liber Decimationis und geht auf das Jahr 1297 zurück: „… in bonis sitis in villa dicta Furbach et eius banno … cum iure patronatus ecclesiae ibidem“. Sie soll auf dem Gebiet des heutigen Friedhofes gestanden haben. Ein Geistlicher wird bereits 1275 erwähnt: „Decanus in Fiurbach“. Weitere Einzelheiten über das Aussehen und die Größe sind nicht überliefert.
Im Jahr 1450 wird von einem Kirchenneubau, der das alte Bauwerk ablöste, berichtet. Als erster schriftlich erhaltener Pfarrer von Feuerbach wird Hilarius Merz für das Jahr 1557 genannt.
Vom 18. bis ins 19. Jahrhundert wird mehrfach vom schlechten Erhaltungszustand berichtet. Nachdem 1719 das Innere der Kirche mit zusätzlichen Stützen versehen werden musste, wurde sie 1842 wegen Baufälligkeit geschlossen. Berichten zufolge musste sogar das Geläut vom Turm geholt werden, um einen Einsturz zu verhindern. 1850 brach man das Bauwerk schließlich ab.
Dieser Vorgängerbau der heutigen Kirche erhielt 1799 eine Orgel aus der Werkstatt Johannes Baptist Hättich aus Badenweiler, die 1821 repariert wurde.

### Heutige Kirche
Erste Pläne zum Neubau der Kirche gehen auf das Jahr 1843 zurück. Nach etwa zweijähriger Bauzeit konnte am 5. September 1847 das Gotteshaus geweiht werden. Nach umfangreicher Renovierung 1965 weihte man die Kirche am 31. Oktober auf den Namen Johanniterkirche.
Anhaltende Probleme mit der Heizungsanlage veranlassten, dass die Kirche in den Jahren 1998 bis 1999 umfangreich saniert werden musste. Die alte Plattendecke aus den 1960er Jahren wurde entfernt, so dass der Kirchenraum etwa 70 Zentimeter an Höhe gewann. Für eine bessere Akustik wurde an der Decke ein besonderer Putz aufgetragen. Die Orgelempore erhielt im Zuge dieser Arbeiten eine neue Glas-Metal-Balustrade.
Im Oktober 2000 verließ der letzte Pfarrer die selbstständigen Pfarrgemeinden Feuerbach und Riedlingen infolge von Sparmaßnahmen. Damit endete eine 700-jährige Geschichte der Pfarrer von Feuerbach. Die Kirche wird seither von Pfarrern aus Tannenkirch, Riedlingen oder Wittlingen betreut.

## Beschreibung

### Kirchenbau

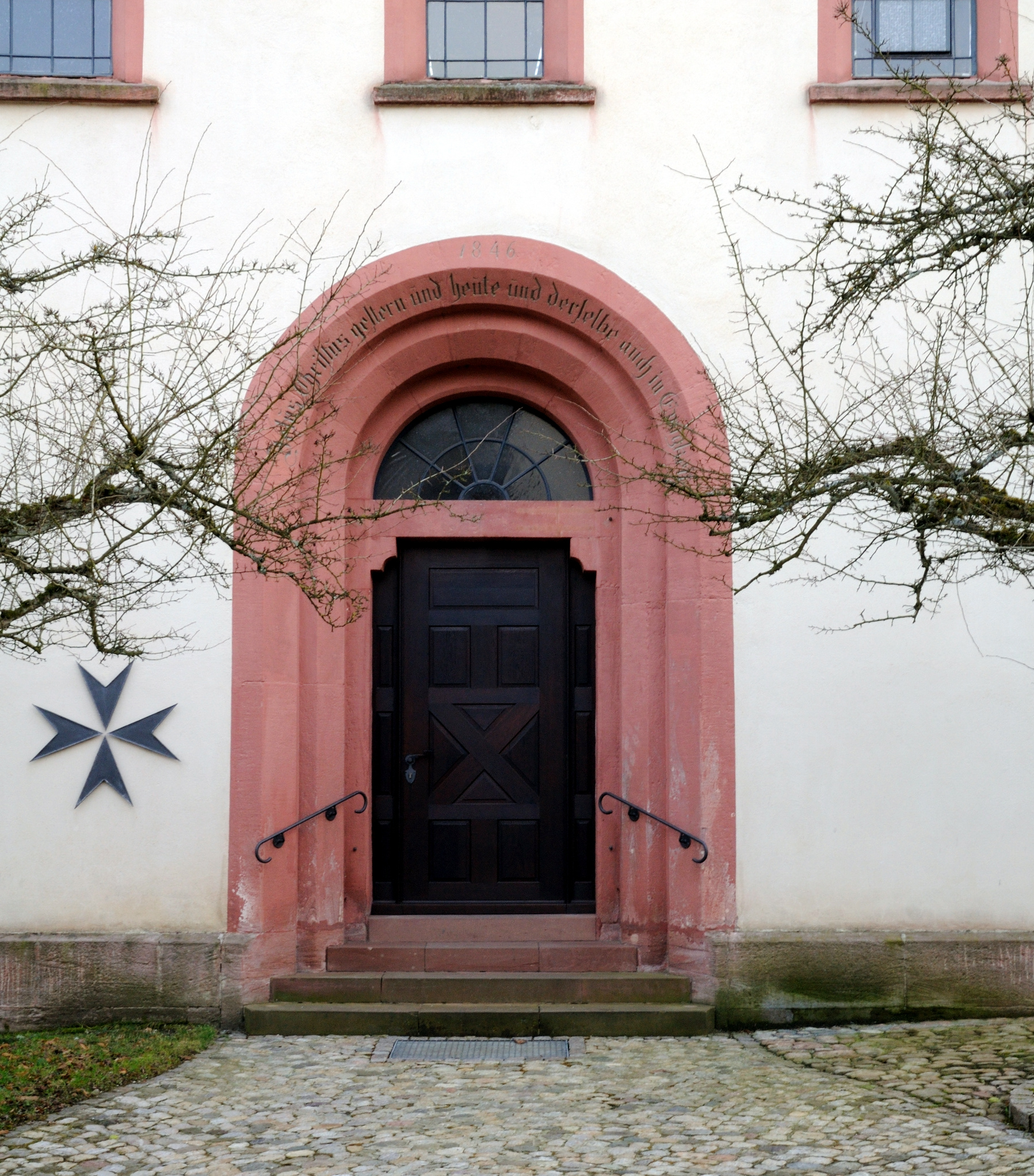
Eingangsportal mit Johanniterkreuz

Die Feuerbacher Kirche ist ein einschiffiger Rechtecksbau mit einem im Norden angebauten, dreigeschossigen Glockenturm. Die Längswände des Kirchenschiffs verfügen über sechs hohe, rundbogige Fenster. Der Glockenturm hat in seinem obersten Stockwerk zu jeder der vier Seiten zwei rundbogige Klangarkaden und je ein Zifferblatt der Turmuhr. Der Turmschaft wird vierseitig von dreieckigen Giebelflächen abgeschlossen auf dem sich ein achteckiges Pyramidendach anschließt. Turmkugel und Kreuz bekrönen das Dach. Links vom Eingangsportal weist ein Johanniterkreuz auf den Kirchennamen und den Vorgängerbau hin.
An der Südwand des Langhauses befindet sich die Sakristei.

### Inneres und Ausstattung

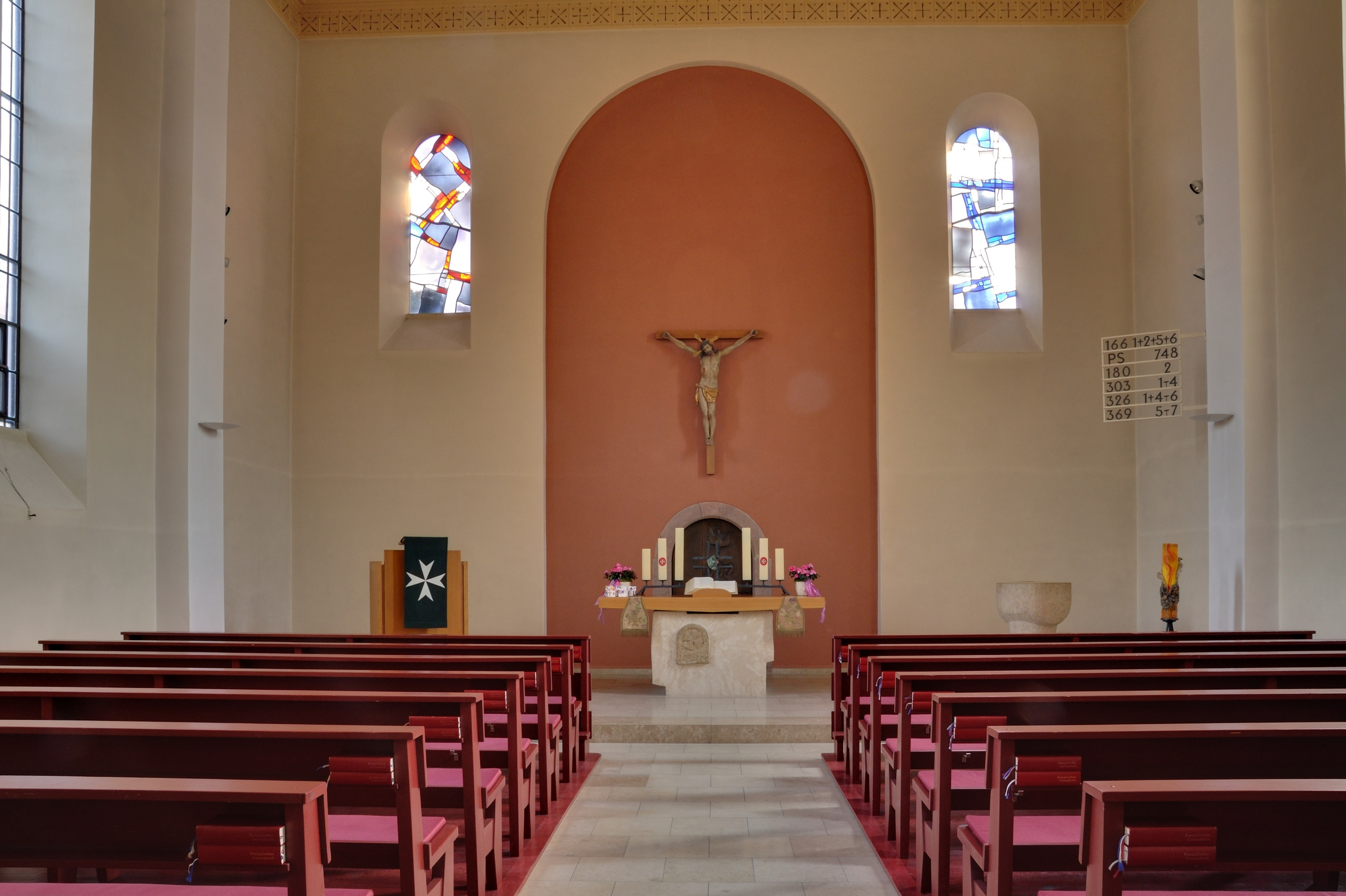
Langhaus mit Blick zum Altar

Der helle Innenraum der Feuerbacher Kirche wurde im Jahr 1965 grundlegend umgestaltet. Aus dieser Zeit stammt auch der von Jürgen Brodwolf geschaffene Altar, der einen alten Grenzstein von 1740 mit dem Johanniterkreuz einbindet. Dies soll an die Zugehörigkeit der Kirche im 13. Und 14. Jahrhundert an den Johanniter-(Malteser-)Orden in Heitersheim erinnern.
Hinter dem Altar erhebt sich eine im warmen Rot gehaltene, bogenförmig abschließende Chorwand. Sie trägt den barocken „Feuerbacher Christus“ mit goldenem Strahlenkranz. Das Kruzifix fand man 1965 bei der Kirchenrenovierung in Gips eingefasst. Ein Restaurator entdeckte, dass sich unter dem Gipsüberzug wertvolle barocke Schnitzereien aus Lindenholz verbargen. Die Entstehung des Kreuzes wird auf die Zeit um 1775 angesetzt.
Beidseitig der Chorwand befinden sich auf der oberen Hälfte je ein rundbogiges Chorfenster. Die blauen Fenster symbolisieren stürzendes Wasser. Die Längsseiten des Langhauses besitzen hohe Bogenfenster mit farblosen Glaselementen. Lediglich die mittleren Fenster stellen im unteren Bereich die Reformatoren Martin Luther und Philipp Melanchthon darf. Unter den farbigen Bildnissen erkannt man Lutherrose und Äskulapstab – die beiden Familienwappen. Die Glasmalereien aus den 1930er Jahren wurden 1998/99 ergänzt.

### Glocken

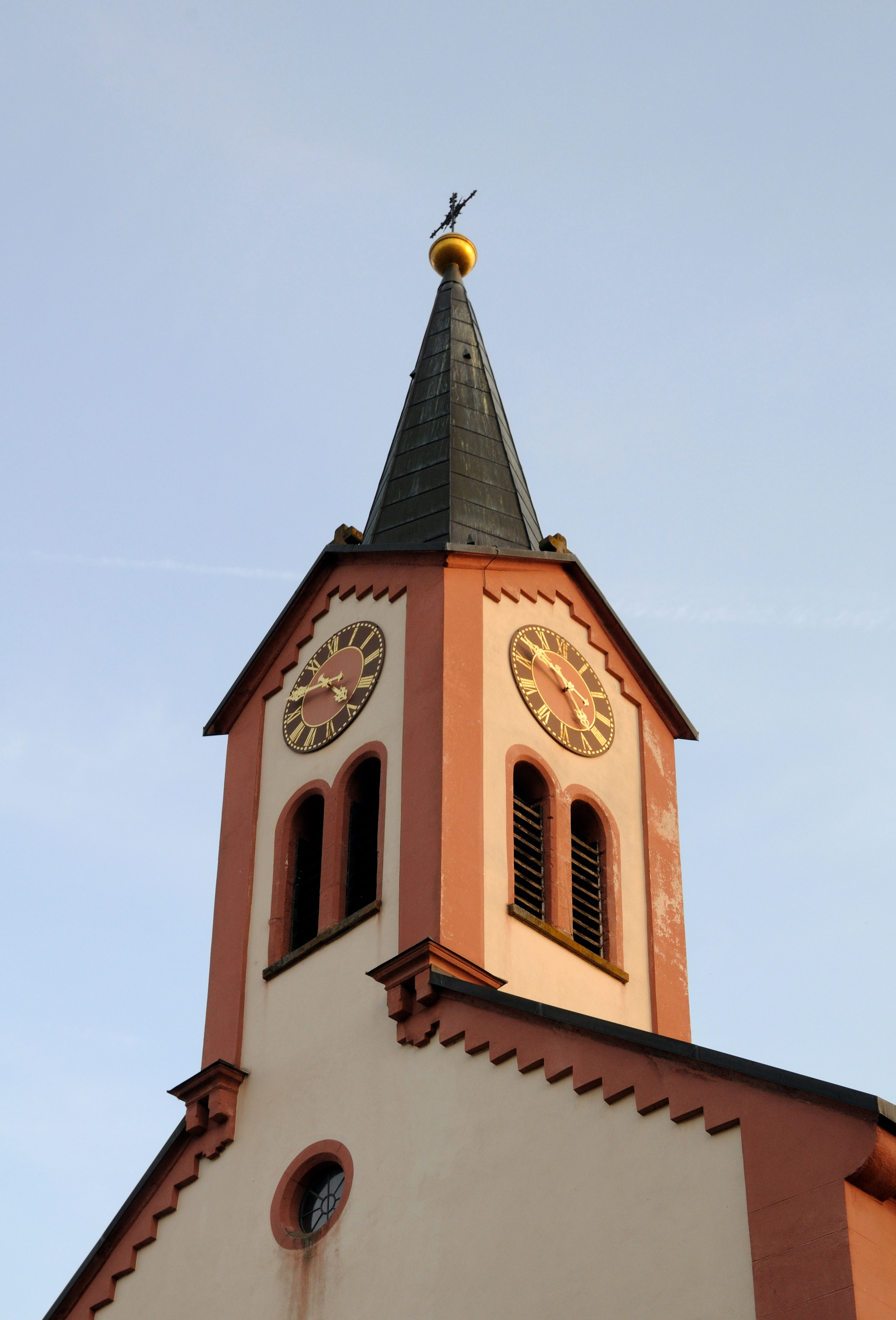
Glockenturm

Das dreistimmige Glockengeläut setzt sich wie folgt zusammen:
| Glocke | Schlagton | Gussjahr | Gießer                  | Inschrift |
| ------ | --------- | -------- | ----------------------- | --- |
| 1      | b′        | 1846     | Gebrüder Koch, Freiburg | 1846 gossen mich Gebrüder Koch in Freiburg. Für Gott und die Gemeinde Feuerbach. |
| 2      | des″      | 1954     | Kurtz, Stuttgart        | Sei getreu bis in den Tod, so will ich dir die Krone des Lebens geben. Unsere Gefallenen und Vermissten aus den Weltkriegen 1914–1918 und 1939–1945, zum Gedächtnis! Feuerbach 1952, H-W.- |
| 3      | es″       | 1954     | Kurtz, Stuttgart        | Ehre sei Gott in der Höhe und Friede auf Erden |

### Orgel
Die denkmalgeschützte Orgel wurde 1846 von Joseph Merklin in der Feuerbacher Kirche aufgestellt. Sie war 1757 von Johann Hug aus Freiburg ursprünglich für das Frauenkloster auf dem Graben in Freiburg erbaut, nach Aufhebung des Klosters 1787 nach Wolfenweiler verkauft und später nach Feuerbach überführt worden. Im Laufe der Jahrhunderte ist das Instrument mehrfach restauriert, überholt und erweitert worden. Die umfangreichste Änderung nahm 1897 August Merklin an dem Instrument vor.
Ein Orgelsachverständiger der Hohen Kirchenbehörde urteilte 1909, dass die Feuerbacher Orgel völlig unbrauchbar sei. In seinem Gutachten bezeichnete er das Instrument gar als „die schlechteste in der ganzen Diözese“. 1917 wurden, bedingt durch den Ersten Weltkrieg, der Prospekt entfernt und 47 Pfeifen ausgebaut und abgeliefert. Dennoch blieben viele Originalpfeifen erhalten, darunter solche mit vorgravierten Parallel-Labien. Zur historisch erhaltenen Substanz gehören neben dem Gehäuse, den Windladen und der Traktur auch die Orgelregister. Heute gilt die Barockorgel im Silbermann-Stil als wertvolles und bedeutsames Werk des Orgelbaus.
Die Orgel mit ursprünglich acht Register besitzt eine Schleiflade, eine mechanische Traktur, ein Manual und Pedal. 1966 wurde sie auf zehn Register erweitert.

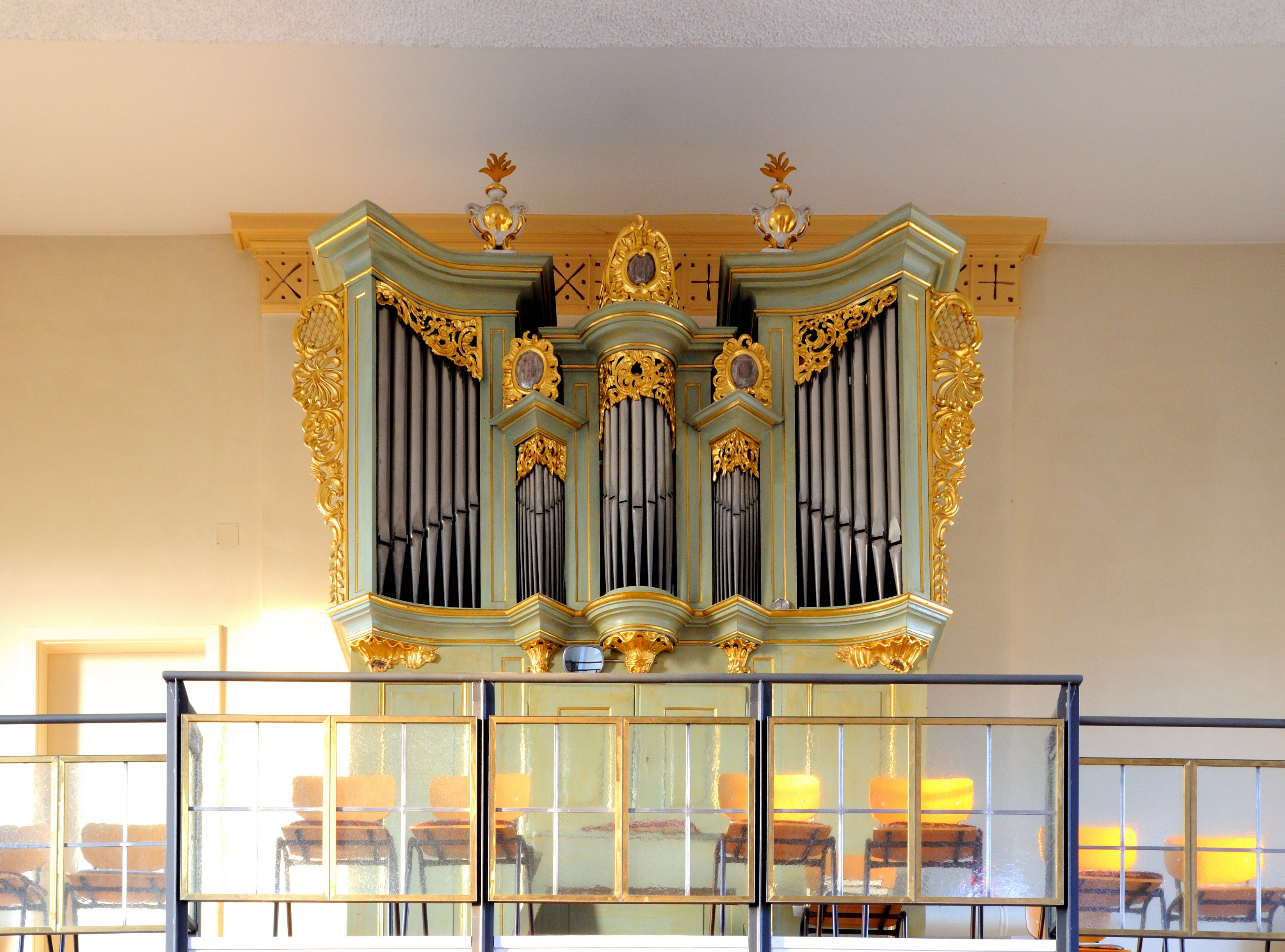
Orgel

Ihre Disposition lautet:
| Manual CD–c3        |        |
| Principal           | 4′     |
| Cornett c1 (5-fach) |        |
| Mixtur (3-fach)     | 1′     |
| Octave              | 2′     |
| Nazard              | 2 2/3′ |
| Flûte               | 4′     |
| Bourdon             | 8′     |

| Pedal CD–c' |     |
| Subbass     | 16′ |
| Octavbass   | 8′  |
| Trompetbass | 8′  |

- Koppeln: Pedalkoppel
- Tremulant